# Холостий цикл
Холостий цикл — спосіб організації програми, при якому процес очікує настання певних подій шляхом неодноразової перевірки відповідних умов у циклі. При цьому мікропроцесор (центральний процесор комп'ютера чи вбудованої системи) лише перевіряє умови і повертається на початок циклу, не виконуючи при цьому ніякої корисної роботи, від чого і пішла назва циклу «холостий».
Холостий цикл також може використовуватися для затримок виконання програми, але такий спосіб може давати значну похибку через різний час одного проходу циклу в залежності від системи.
Також холостий цикл використовується при спін-блокуванні, коли час очікування суттєво менший за час перемикання між процесами.

## Приклади

### Затримка
Холостий цикл часто використовується для реалізації затримок. Для цього у змінну записується кількість ітерацій циклу, яка обчислюється, виходячи з необхідного часу затримки та часу виконання однієї ітерації. Далі на кожній ітерації циклу змінна зменшується на 1 до досягнення нульового значення.
Реалізація затримки різними мовами:
| C / C++                                         | Асемблер AVR                                | Асемблер MCS-51                  |
| ----------------------------------------------- | ------------------------------------------- | -------------------------------- |
| volatile int i; i = delay_cycles; while (--i) ; | ldi R16, delay_cycles dly: dec R16 brne dly | mov R0, #delay_cycles djnz R0, $ |

## Інші значення

### Холостий перегін гірничої машини
Переміщення гірничої машини (комбайна, врубової машини та ін.) в очисному вибої без виконання операцій по вийманню корисної копалини.